# 今治市公会堂
今治市公会堂（いまばりしこうかいどう）は、愛媛県今治市別宮町にあるホールである。設計は今治市出身の建築家である丹下健三。

## 歴史
- 1958年（昭和33年）10月1日 - 開館。
- 2014年（平成26年） - DOCOMOMO JAPAN選定 日本におけるモダン・ムーブメントの建築に選定される。

## 特色
地上2階建て、鉄筋コンクリート造。付近にある今治市役所庁舎や今治市民会館も丹下健三の設計である。
老朽化やバリアフリー化への対応が不十分なことから取り壊しも検討されてきたが、丹下健三の貴重な建築物であることから保存を求める声が挙がった。2012年（平成24年）8月から2013年（平成25年）8月末まで、外観はほぼそのままに約7億円をかけて改修工事が行われた。改修工事では空調･舞台設備の更新が行われた他、座席数を258席減らし座席幅の拡大、楽屋の拡張や母子鑑賞室の新設、耐震化工事が行われた。

## 施設
- ホール（1,002人収容）

## アクセス
- JR予讃線今治駅から徒歩約10分。
- 瀬戸内運輸（バス）「今治市役所前」停留所で下車後徒歩約1分。